# Luzara kirschiana
Luzara kirschiana är en insektsart som först beskrevs av Henri Saussure 1878.  Luzara kirschiana ingår i släktet Luzara och familjen syrsor. Inga underarter finns listade i Catalogue of Life.